# Église Saint-Pierre de Chablis
Pour les articles homonymes, voir Église Saint-Pierre.
L'église Saint-Pierre est une église catholique située sur la commune de Chablis, dans le département français de l'Yonne, en France.

## Historique
L'édifice est classé au titre des monuments historiques en 1924.